# 1937年新疆战争
1937年新疆战争（英語：Islamic rebellion in Xinjiang），是1937年新疆南部爆发的武裝衝突。叛军由基奇克·阿洪德·师长（Kichik Akhund Sijiang）率领的1500名维吾尔族穆斯林組成，並在中央陆军新编第三十六师的协助下，武裝反抗亲蘇聯的盛世才政府。盛世才依靠苏军伪装成的“归化军”的支援，战胜对手，统一新疆全境。

## 背景
1937年3月，执掌新疆省大权的边防督办盛世才收到密报，提及驻防南疆的陆军新编第六师师长兼喀什军区副司令马木提·穆依提暗中活动，寻求地方割据。
国民革命军陆军新编第六师（後來又改番號為第七師）師長馬木提·穆依提对盛世才统治下蘇聯在新疆的勢力擴張感到不满，因此自行组建一秘密团体與之抗衡，时刻图谋取盛氏而代之。盛世才怀疑马木提·穆依提和统治和田地区的马虎山暗中结盟，还通过他和英属印度当局接上关系，获得军火、粮食和马匹。
而此時，为了防范穆斯林军队和英印当局勾结，破坏苏联在新疆的势力范围，苏军在喀什地区部署了大量防空炮、战机以及来自俄罗斯和吉尔吉斯斯坦的士兵。

## 叛乱开始
1937年4月2日，马木提·穆依提收到一封从迪化省政府寄来的密信，他的线人发来预警，盛世才马上要动手。馬木提·穆依提於是拋下部隊，攜帶黃金與數名部下逃离喀什，穿越英吉沙和叶尔羌逃到克什米爾。在他逃亡前不久，他向马虎山发送了一条信息，告知馬虎山於和田會合。馬木提·穆依提逃亡後，其下屬在英吉沙、莎車和阿图什發動起義，导致所有亲苏官员和幾位苏联顾问都被處決。起義部隊分為兩支，一支位於阿图什，由馬木提·穆依提的下屬基奇克·阿洪德·师长（Kichik Akhund Sijiang）指揮，另一支位於英吉沙和莎車，由阿不都尼牙孜·师长（Abdul Niyaz Sijiang）指揮。
起義發生後，喀什警備司令兼參謀长刘斌率領700名士兵迅速前往鎮壓起義，9架苏军戰機同時對英吉沙和莎車發動空襲。馬木提·穆依提到达斯利那加后，於翌年前往麦加朝圣。
新疆南部發生的叛乱直接影響了大约400名维吾尔族留学生的命運，這批由中華民國新疆省政府派赴苏联塔什干大学的留學生。在1937年5月被内务人民委员部逮捕，未经审判就因约瑟夫·斯大林下達的命令而被处决。位於乌鲁木齐、焉耆、伊宁、塔城和阿勒泰的苏联领事馆外交人員也受大清洗波及而被處決。苏联乌鲁木齐總領事格利金·阿布列索夫被召回莫斯科後被處決，原因是据称參與了所谓的法西斯-托洛茨基派進行反斯大林活動，并指控其在1937年4月12日試圖推翻盛世才政权。
马虎山提出要對蘇聯發動“圣战”，並計劃对克里姆林宫、苏联统治的突厥斯坦和西伯利亚進行佔領。他還發誓要摧毁欧洲并征服俄罗斯和印度。他和他的军官多次在与彼得·弗莱明的交談中发誓要攻击蘇聯人，并試圖购买防毒面具和飞机以用於战斗中。最終马虎山發動了反苏联起义，並由艾哈迈德·卡迈勒（Ahmad Kamal）于1937年6月3日宣讀起义宣言。

## 新36师進攻喀什
同时，马虎山領導的新三十六师密切關注事態發展，並計畫夺取更多领土。盛世才出人意料地命令新三十六师前去鎮壓新六师的叛乱。接到命令后，新三十六师于5月20日攻击喀什机场，但被击败。十天后，基奇克·阿洪德师长（Kichik Akhund Sijiang）手下的1500名叛軍突襲喀什古城。他的部队戴上“Fi sabilillah”（阿拉伯语含義是以真主的名義）的袖标。喀什叛乱发生后，柯尔克孜族在龟兹附近發動叛亂，其他穆斯林叛军也在哈密發動叛亂。
马虎山抵達和田後，其参谋长拜自立和第1旅旅長馬如龍说服他对喀什發動攻击。6月2日，馬如龍到达喀什，但基奇克·阿洪德师长的部隊已秘密转移到阿克蘇，马虎山不費一槍一彈便占领喀什。伽师-巴楚地区則被新三十六師第二旅占领。

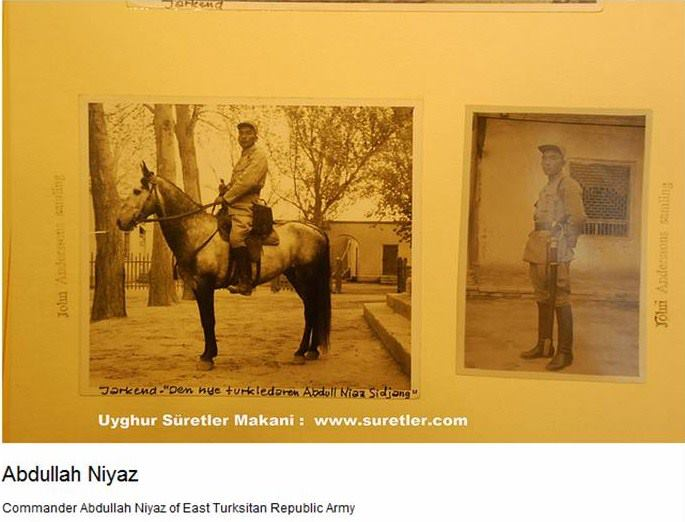
阿不都尼牙孜（Abdul Niyaz）

马虎山攻佔喀什全城，并向英国总领事馆稱，目前新三十六师的回族部队正在与维吾尔人結盟以推翻亲苏的盛世才政府，并將在新疆建立一個效忠於南京國民政府的伊斯兰政府。
马虎山之所以要控制喀什-和田地区，正是因此地緊鄰英属印度，他可以安全地从印度加尔各答乘轮船回到中国沿海地区，然后再抵达甘肃和青海。

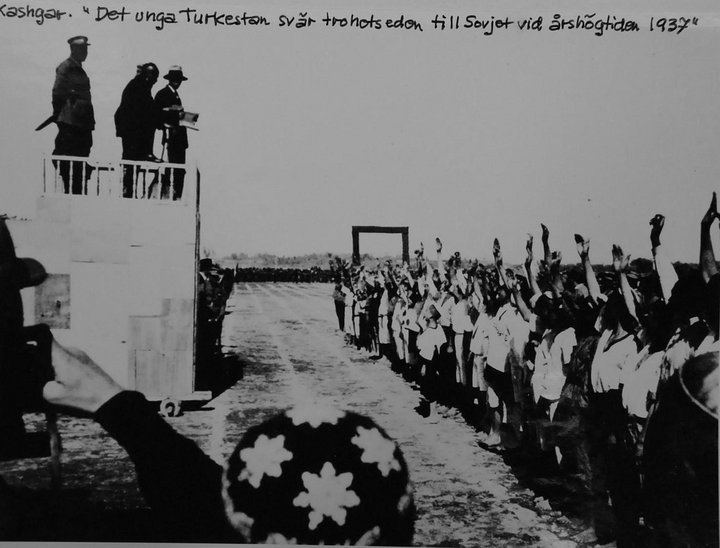
1937年苏军从阿图什进入新疆协助盛世才军队作战

1937年8月，应盛世才的要求，有5000名苏联红军在空军部队和一个装甲团的支援下进入新疆。1937年7月，盛世才的省军在焉耆附近的战斗中被叛军击败，无法继续向南推進。8月底，盛世才軍與白俄军、蘇聯红军和内务人民委员部等部隊在阿克苏击败了基奇克·阿洪德师长的部队，基奇克·阿洪德师长的大部分部队在遭到24架蘇軍戰機空袭后於阿克苏附近被擊潰。结果，仅有基奇克·阿洪德和阿不都尼牙孜等200人逃回喀什。经过这场战斗，马生貴被盛世才贿赂，叛逃至盛世才陣營并反對马虎山。1937年9月1日，马生貴在喀什巡邏期間发现马虎山、马如龙和拜自立與新三十六师第一旅正往喀格勒克镇方向撤退。9月7日，馬虎山行蹤敗露，遭敵軍夾擊。他趁亂逃往英屬印度，但隨身攜帶約數千盎司的黃金卻在抵達後被英國人沒收。
蘇聯入侵新疆期间，苏军有一名姓马的回族指挥官。經盛世才的要求，他曾率蘇聯士兵伪装成中国軍人，在轟炸機的協同下作戰。
盛世才的指挥官蒋有芬派其部隊跟在新三十六师第一旅後面，而盛世才的其他部队则将阿不都尼牙孜和基奇克·阿洪德驅逐至莎车。蘇聯红军飞机通过空襲协助新疆省军，飛機投下的炸弹甚至装有芥子毒气。蘇聯戰機首先从一个空军基地飞到卡拉科尔，然后再飛往乌什和龟兹。9月9日，莎车被盛世才的軍隊佔領。9月15日，阿不都尼牙孜被处决。10月15日，苏联轰炸了和田，造成2,000人伤亡。新三十六师的残余人马越過昆仑山逃往青海和西藏北部。

## 後續
战前，马虎山与南京国民政府联系，并希望南京方面提供援助。但同年，中国抗日战争爆發。亲苏的盛世才新疆省军得以在整个新疆確立控制权。中央陆军新编第三十六师的失败导致國民黨政府失去了对新疆的影响力。
盛世才为在與马虎山战斗中丧生的蘇聯人建立了纪念馆。纪念馆内有俄罗斯东正教的十字架。
南京國民政府意识到蘇聯入侵新疆，以及苏军在新疆和甘肃的行動，但为避免與蘇聯衝突并继续接受蘇聯的援助，南京國民政府被迫向公众謊稱蘇聯入侵新疆的消息是來自日本的宣傳戰。

## 另見
- 俄羅斯黑龍江艦隊
- 中东路事件
- 哈密暴動
- 苏联入侵新疆
- 伊宁事变